# Calpocalyx klainei
Espèce
Statut de conservation UICN

 VU A1c : Vulnérable
Calpocalyx klainei est une espèce de plantes à fleurs de la famille des Fabaceae.

## Publication originale
- Bulletin de la Société Botanique de France 58: Mem. VIII. 156. 1912.